# كاري أرناسون
كاري أرناسون (Kári Árnason) (13 أكتوبر 1982 في غوتنبرغ في السويد – )؛ هو لاعب كرة قدم كان يلعب كمدافع. يلعب مع منتخب آيسلندا لكرة القدم منذ عام 2005.

## وصلات خارجية
- كاري أرناسون على موقع الاتحاد الدولي (مؤرشف)  (الإنجليزية)
- كاري أرناسون على موقع الاتحاد الأوربي (الإنجليزية)
- كاري أرناسون على موقع اتحاد السويد (السويدية)
- كاري أرناسون على موقع قاعدة بيانات كرة القدم.إي يو (الإنجليزية)
- كاري أرناسون على موقع ناشيونال فوتبول تيمز (الإنجليزية)
- كاري أرناسون على موقع Soccerbase.com (لاعب) (الإنجليزية)
- كاري أرناسون على موقع Soccerway.com (الإنجليزية)
- كاري أرناسون على موقع عالم كرة القدم.نت (الإنجليزية)
- كاري أرناسون على موقع AS.com (الإسبانية)